# Scatella warreni
Scatella warreni är en tvåvingeart som beskrevs av Cresson 1926. Scatella warreni ingår i släktet Scatella och familjen vattenflugor. Inga underarter finns listade i Catalogue of Life.